# Vastse-Kuuste (ancienne commune)
Cet article concerne l'ancienne commune. Pour le village, voir Vastse-Kuuste.

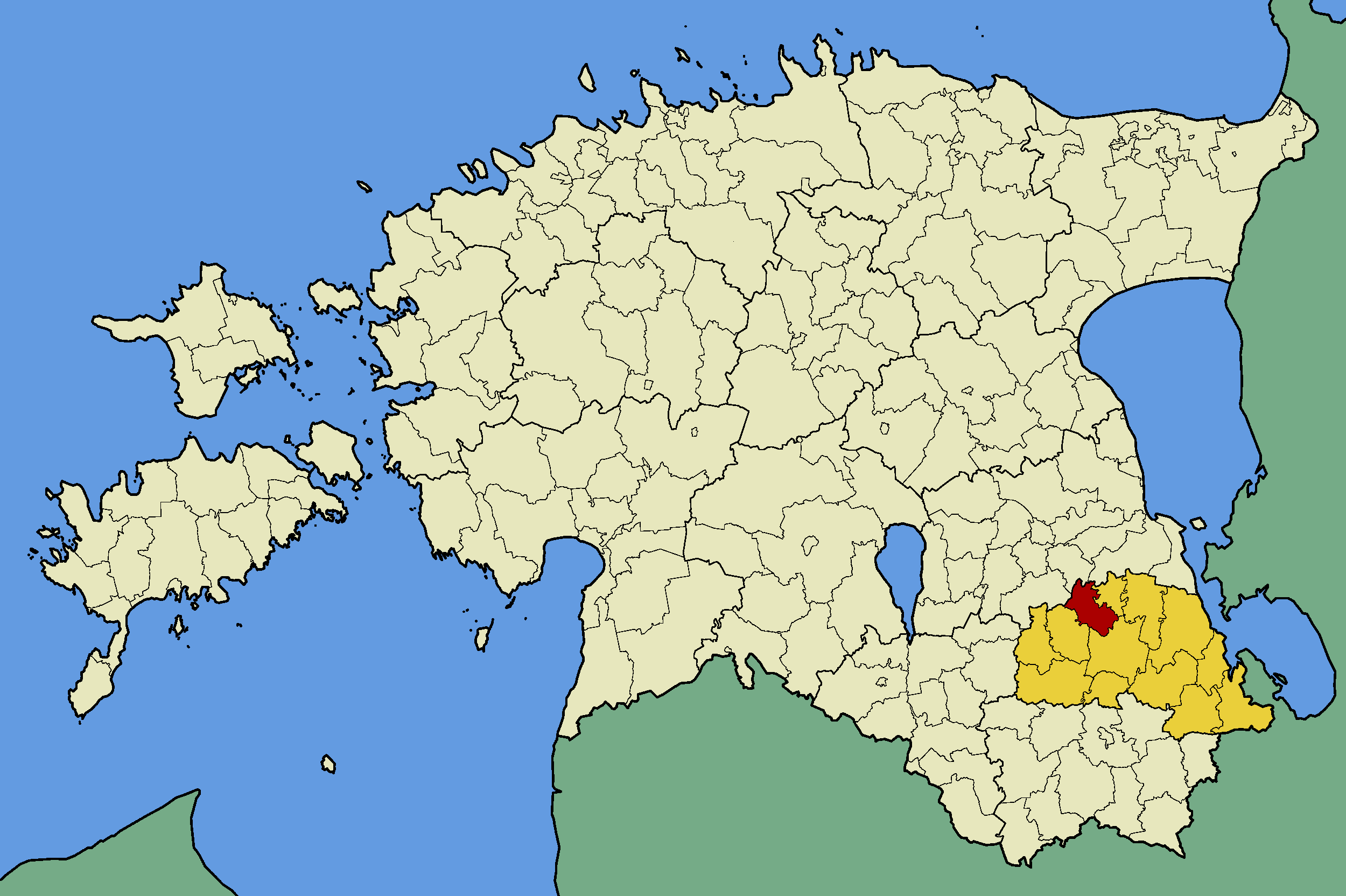
Localisation de l'ancienne commune de Vaste-Kuuste (en rouge) dans le comté de Põlva (en jaune).

Vastse-Kuuste (en estonien : Vastse-Kuuste vald) est une ancienne commune rurale située dans le comté de Põlva en Estonie. 

## Géographie
Elle s'étendait sur une superficie de 123 km2 dans le nord-ouest du comté.
Elle comprenait le petit bourg de Vastse-Kuuste, ainsi que les villages de Karilatsi, Kiidjärve, Koorvere, Leevijõe, Logina, Lootvina, Padari, Popsiküla, Valgemetsa et Vooreküla.

## Histoire
À la suite de la réorganisation administrative d'octobre 2017, elle est supprimée et fusionne avec la commune de Põlva.

## Démographie
En 2012, la population s'élevait à 1 183 habitants.